# Žepa
Žepa (cirílico: Жепа) es una aldea en el este de Bosnia y Herzegovina en el municipio de Rogatica. Žepa se encuentra al noreste de Rogatica, al suroeste de Srebrenica y al noroeste de Višegrad. Situada junto a un pequeño río que fluye hacia el cercano Drina, en un valle entre las montañas Javor y Devetak. 
En 1991 la población de Žepa era de 2.441 habitantes, de los cuales 2.330 eran bosnios (95%), 103 serbios y 8 yugoslavos. 
Durante la guerra de Bosnia (1992-1995), Žepa se convirtió en uno de los tres enclaves bosnios en Bosnia Oriental, rodeados por la República Serbia, junto con Srebrenica a poca distancia aguas abajo, y Goražde más lejos río arriba, después de que otras ciudades como Foča, Bratunac y Zvornik sufrieran la limpieza étnica. El comandante militar del enclave de Zepa fue Avdo Palić. En abril de 1993 Zepa fue declarada por las Naciones Unidas zona segura, protegida por una unidad del Ejército de Ucrania, perteneciente a UNPROFOR. En julio de 1995, la ciudad fue capturada por el Ejército de la República Srpska, que expulsó a la población bosnia.
La idea, es que se reconozca que es un lugar dónde puedes ir a visitar en familia.